# Либерпанк
Либерпанк (от liberalism + punk) — поджанр антиутопии, построенный на описании гипертрофированного Запада и западного образа жизни, где наблюдаются гипотетические последствия ультралиберального общественного выбора, с возможными в будущем эксцессами политкорректности, толерантности и диктатуры меньшинств.
«Либерпанк» создан в 2005 году. Термин придумал Вячеслав Макаров.

## Описание
Для этой разновидности антиутопии характерны антиглобалистские и антилиберальные настроения. Либерпанк описывает мир победившей либеральной идеологии, или мир «угнетающей свободы» («high law, low life»), где индивид принесён в жертву идолам Рынка и Закона Либерпанк тяготеет к описанию не собственно «западных», а именно западнических обществ, то есть периферии мира, вынужденной жить по навязанным Западом законам. Ценности (стыд, долг, честь) в либерпанковском обществе имеют низкий статус.
Примеры произведений поджанра: «На будущий год в Москве» Вячеслава Рыбакова, «Война за „Асгард“» Кирилла Бенедиктова, «Убить Миротворца» Дмитрия Володихина, «Московский лабиринт» Олега Кулагина, повести и рассказы Михаила Харитонова. Труд Ф. Фукуямы «Конец истории» с утверждением, что «либерализм пришёл навсегда — по крайней мере, как идеология, не имеющая альтернативы», оказал большое влияние на либерпанк.